# Dia Mundial da Hemofilia
O Dia Mundial do Hemofílico ou Dia Mundial da Hemofilia é comemorado em 17 de abril.
Desde 1989, no dia 17 de abril, em homenagem a Frank Schnabel, fundador da Federação Mundial de Hemofilia, nascido neste dia.
Celebrado em mais de 100 países onde a Federação Mundial possui representações, nos dias e mesmo meses que antecedem a data, oportunamente Associações de Hemofílicos, Federações Nacionais e Federação Mundial, aproveitam para divulgar mais a hemofilia e a realidade dos hemofílicos. A Federação Mundial, a cada ano, promove uma campanha com um tema, em 2011, "Tratamento Para Todos", seguida pela Federação Brasileira de Hemofilia, que através de vários eventos em conjunto com entidades parceiras, promoveu eventos comemorativos ao dia, defendendo que, quanto mais pessoas conhecerem a hemofilia, menores os preconceitos e mais fácil a luta pelos direitos dos hemofílicos.

## Lema
"Conhecer para entender, entender para respeitar" - Maximiliano Anarelli, hemofílico.